# Przysłop Olczyski
Przysłop Olczyski (ok. 1250 m) – przełęcz między Wielkim Kopieńcem (1328 m) a Wielką Szatrą (1377 m) w Królowym Grzbiecie w polskich Tatrach Zachodnich. Nazwę wymyślił Władysław Cywiński, dawniej przełęcz ta była bezimienna. Jest to szerokie, częściowo trawiaste, a częściowo zalesione siodło na południowym obrzeżu polany Kopieniec. Znajduje się w grzbiecie tworzącym wschodnie obramowanie dla Doliny Olczyskiej i wododział pomiędzy Potokiem Olczyskim i Chłabowskim Potokiem.
Przysłop Olczyski jest ważnym węzłem komunikacyjnym. Oprócz skrzyżowania szlaków turystycznych wychodzi stąd droga leśna na Królowy Grzbiet i kilka nieznakowanych ścieżek. Dawniej prowadziła tędy również nartostrada z Doliny Gąsienicowej do Jaszczurówki.

## Szlaki turystyczne
– zielony z Toporowej Cyrhli przez Kopieniec Wielki i Dolinę Olczyską do Jaszczurówki. Na polanie Kopieniec szlak rozgałęzia się; jedna jego nitka prowadzi przez szczyt Kopieńca, druga omija go, prowadząc przez płaską polanę. Na Przysłopie Olczyskim obydwie nitki szlaku łączą się znowu.
- Czas przejścia z Toporowej Cyrhli na wierzchołek Kopieńca: 1:10 h, ↓ 1 h
- Czas przejścia z Kopieńca do Jaszczurówki: 1:20 h, ↑ 1:40 h.